# Ran Margaliot
Ran Margaliot, né le 18 juillet 1988, est un coureur cycliste et dirigeant d'équipe israélien.

## Biographie
C'est grâce à son agent, Giovanni Lombardi, qu'il intègre l'équipe Saxo Bank-Sungard en tant que stagiaire à la fin de 2011.
Le 15 novembre 2013, il participe à un cours destiné aux futurs directeurs sportifs organisé par l'Union cycliste internationale, un an après ne pas avoir été conservé par l'équipe Saxo Bank-Tinkoff Bank.
Entre 2015 et 2018, il est manager de l'équipe Israel Cycling Academy. En 2019, il est remplacé par Kjell Carlström.

## Palmarès
- 2004
  -  Champion d'Israël sur route cadets
- 2005
  - 3e du championnat d'Israël sur route juniors
- 2010
  - Tour d’Israël :
    - Classement général (avec Niv Libner)
    - 1re, 2e, 3e et 4e étapes (avec Niv Libner)

  - 3e du championnat d'Israël sur route

## Classements mondiaux
| Année           | 2007 | 2008 | 2009 | 2010 | 2011 |
| --------------- | ---- | ---- | ---- | ---- | ---- |
| UCI Europe Tour | 819e |      |      |      | 905e |